# Владислав Лучић
Владислав Лале Лучић (Београд, 7. август 1941) је српски кошаркашки тренер, и некадашњи председник КК Црвена звезда. Подједнако је познат као тренер и женских и мушких кошаркашких екипа. Једини је тренер који је водио обе селекције и Црвене звезде и Партизана. Ипак највише га се сећају навијачи Звезде због две освојене титуле са мушком екипом 1993. и 1994. године.

## Играчка каријера
Популарни Лале је практично цео живот посветио магичној игри под обручима. Најпре је био играч Црвене звезде од 1955. до 1965. године рачунајући и време проведено у омладинском саставу. Није био један од носилаца игре, али је у првом тиму црвено-белих од 1960. до 1965. године одиграо 69 такмичарских мечева у којима је постигао 114 поена.

## Тренерска каријера
Почео је као стратег у јуниорској екипи Црвене звезде од 1967. до 1970. године. Лучић је од 1970. до 1975. водио Партизанове кошаркашице, а наредних пет година од 1975. до 1980. био је селектор Нигерије. Обалу Слоноваче је водио од 1981. до 1983. године и са овом селекцијом постао шампион афричког континента. Тренирао је након тога кошаркашице Партизана са којима је освајао титуле првака, а краће време водио је и мушки тим црно-белих.
Трофејни период у Звезди је кренуо када је 1988. године промовисан у првог стручњака кошаркашица. Са генерацијом коју су предводиле Анђелија Арбутина, Бојана Милошевић, Мирјана Јовановић, Елеонора Вилд и остале вратио је титулу црвено-белим кошаркашицама 1989. после паузе од осам година, а наредне сезоне је у Купу европских шампиона водио Звезду до трећег места. Након тога је од 1990. до 1992. године предводио француски Шалезо, где је узео две титуле првака. Трофејни низ је наставио као стратег кошаркаша Црвене звезде. Генерацију Небојше Илића, Саше Обрадовића, Александра Трифуновића, Зорана Јовановића и осталих довео је до шампионске титуле и то прве Звездине после 21 године поста. У финалној серији савладан је Партизан са 3:2. У сезони 1993/94 прво осваја Суперкуп Југославије са црвено-белима победом над ОКК Београдом, а касније је одбранио и титулу са 4:1 у финалној серији против Партизана.
Започео је и наредну сезону у Звезди, али је недуго након тога постао селектор Немачке репрезентације, коју је предводио на два Европска првенства 1995. и 1997. године.
У Звезду се вратио током сезоне 1997/98. Одвео је тим до финала европског Купа Радивоја Кораћа, али Звезда на крају није успела да сачува предност од шест поена из првог меча против Меша из Вероне у Београду. Тај трофеј му је измакао, што је Лалету остало као највећи жал у каријери. У финалу плеј-офа против ФМП-а смењен је при резултату 1:1 у победама, па је посао завршио Михаило Павићевић и Звезда је са 3:1 освојила титулу првака државе. Та титула је на крају освојена под вођством тренера Павићевића, али велике заслуге у њој има Лале Лучић, тако да је нормално да се рачуна и једном и другом стручњаку, јер су обојица и учествовала у њеном освајању. Касније је са кошаркашима Партизана узео Куп 1999. године.
Без Звезде ипак није могао, па се 2000. вратио као тренер кошаркашица црвено-белих. Освојио је Куп 2003. и дуплу круну у сезони 2003/04 са генерацијом коју су предводиле Ана Јоковић, Иванка Матић и Стојанка Остојић.